# Argania żelazna

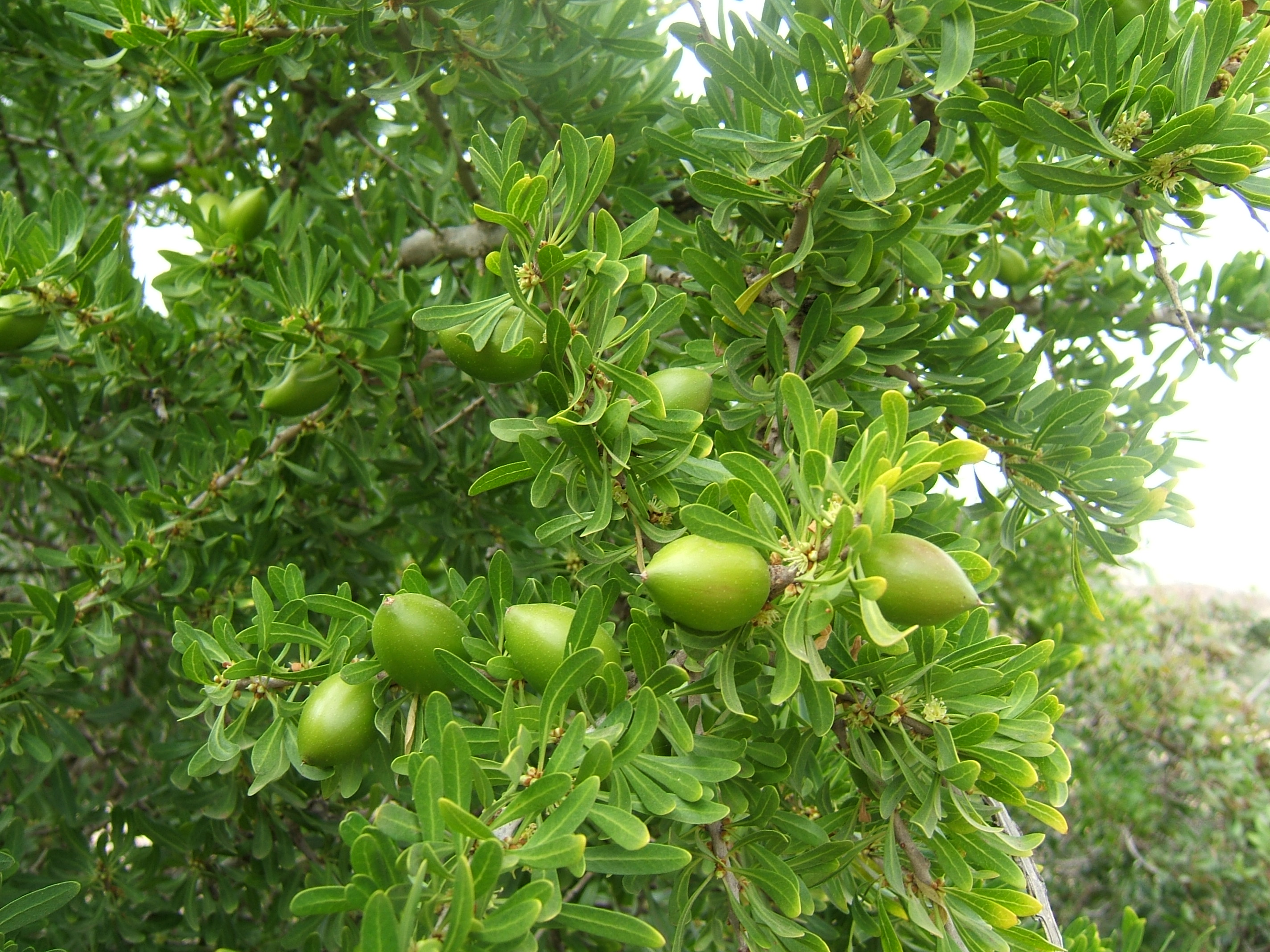

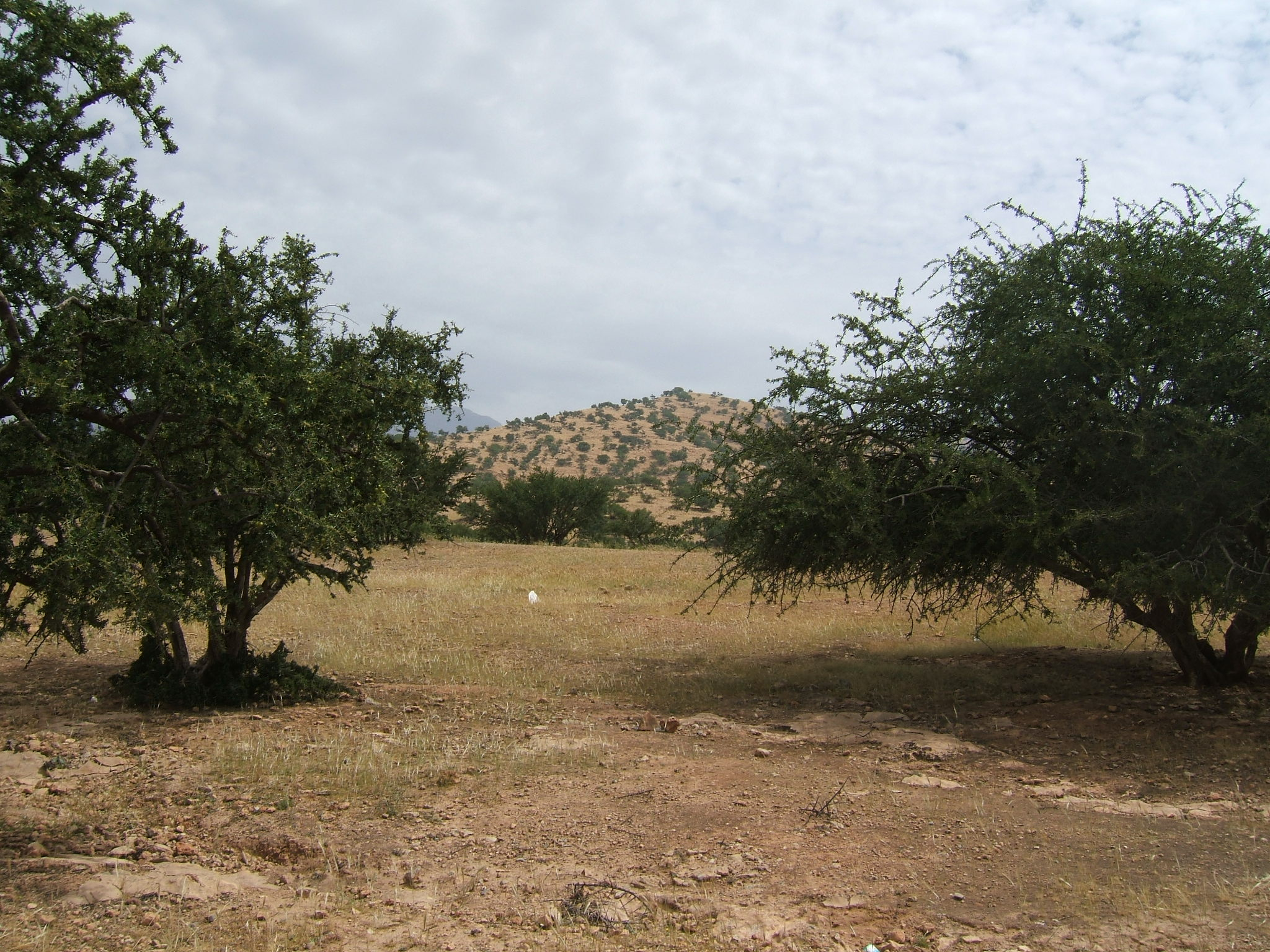
Sawanna z drzewami arganowymi na północny wschód od Tarudant.

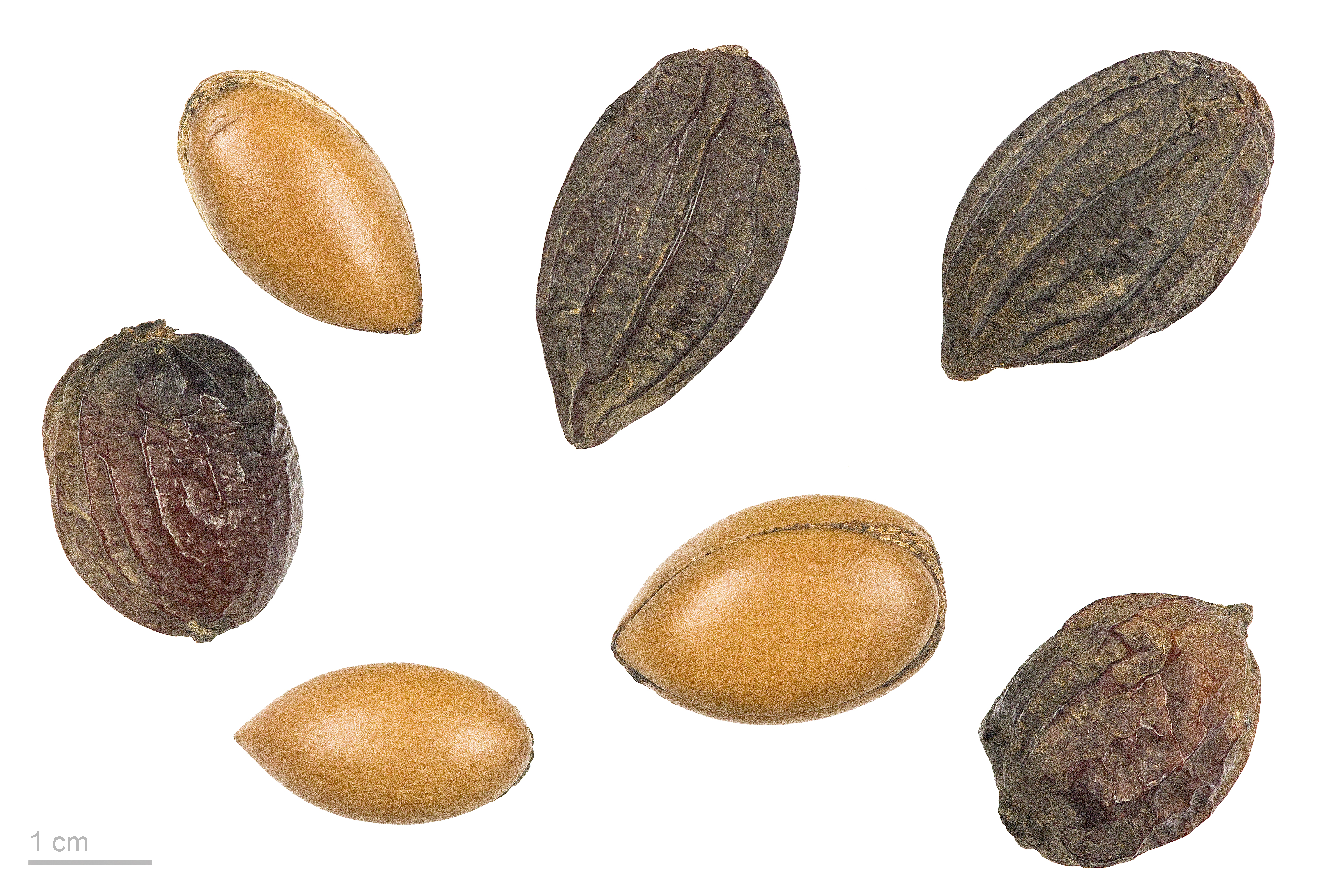
Owoce i nasiona

Argania żelazna, argania żelazodrzew, olejara żelazna, tłuścianka żelazna, drzewo arganowe (Argania spinosa (L.) Skeels) – gatunek drzewa z monotypowego rodzaju Argania z rodziny sączyńcowatych. Endemit występujący w południowym Maroku oraz w prowincji Tinduf w zachodniej Algierii. Zdziczałe drzewa tego gatunku rosną także w południowej Hiszpanii i na Wyspach Kanaryjskich.

## Morfologia
PokrójDrzewo osiągające 4–10 m wysokości. Gałęzie cierniste. Pień arganii jest często poskręcany i sękaty, co pozwala kozom wspinać się na drzewa i zjadać ich liście oraz owoce.
LiścieŁopatkowatego kształtu są skupione w szczytowych partiach gałązek.
KwiatyDrobne, skupione w pęczkach w kątach liści. Kielich i korona kwiatu pięciokrotne, korona kubeczkowata. Jeden okółek 5 płodnych pręcików i okółek 5 prątniczków otacza pojedynczy słupek.
OwoceJajowata jagoda o długości do 5 cm. Zawiera 2–3 złączone nasiona o bardzo twardych łupinach, przypominających pestkę. Owoc początkowo zielony, po dojrzeniu jasnożółty. Egzokarp jest gruby, kleisty i gorzki. Mezokarp i endokarp jest mięsisty i przesycony nieprzyjemnym w smaku sokiem mlecznym.

## Systematyka
Pozycja systematyczna według APweb (aktualizowany system APG IV z 2016)
Należy do podrodziny Sapotoideae, rodziny sączyńcowatych Sapotaceae, rzędu wrzosowców, grupy astrowych (asterids) w obrębie dwuliściennych właściwych (eudicots).

## Zastosowanie
Z nasion wytwarzany jest jadalny olej arganowy, wykorzystywany również do oświetlenia i wyrobu mydeł. Wytłoki z nasion wykorzystywane są jako pasza dla wielbłądów, owiec, bydła i kóz. W wyniku fermentacji miąższu owoców uzyskiwany jest napój alkoholowy o nazwie mahia d'Argan.
Drewno służy do wyrobu mebli oraz dobrej jakości węgla drzewnego. 

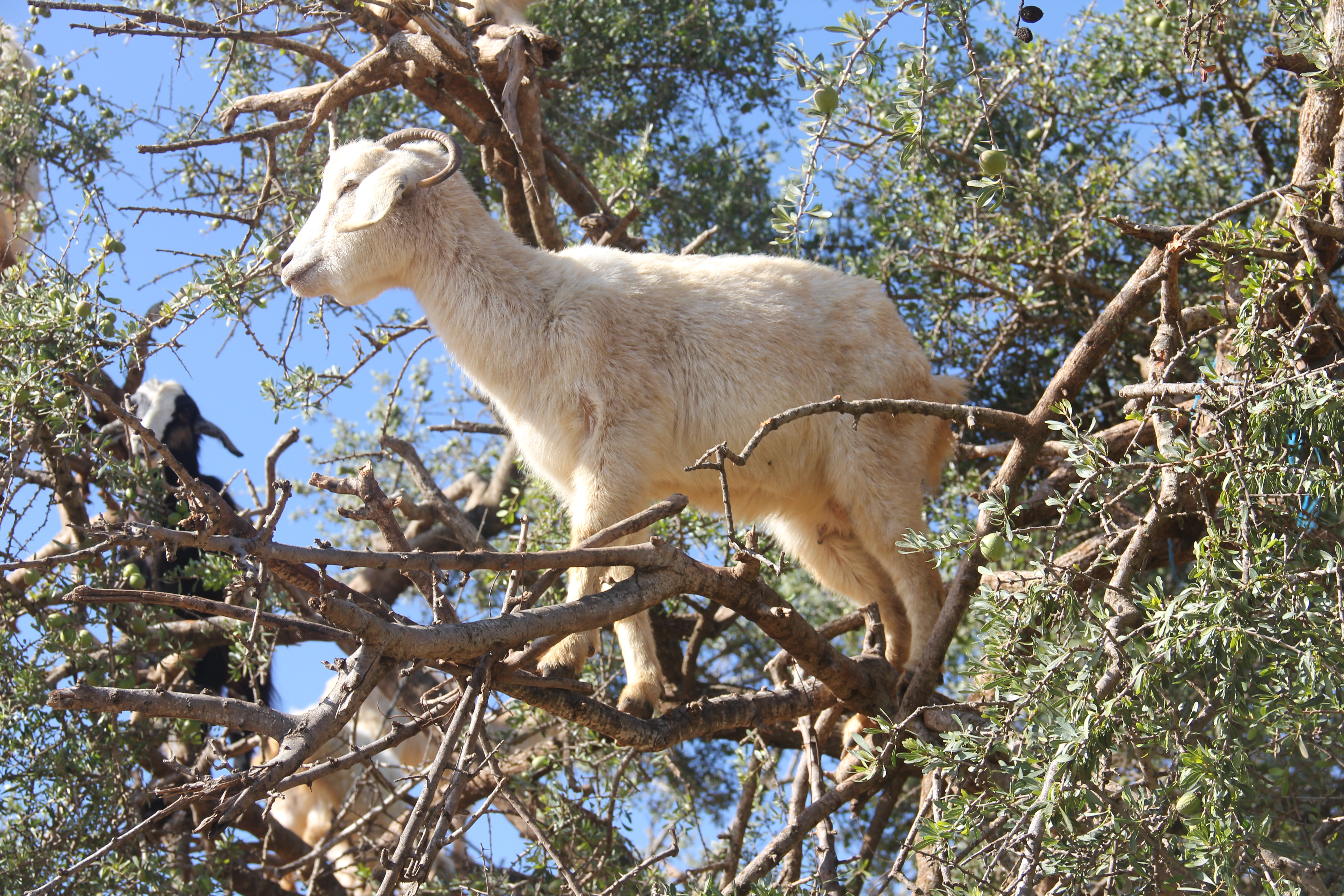
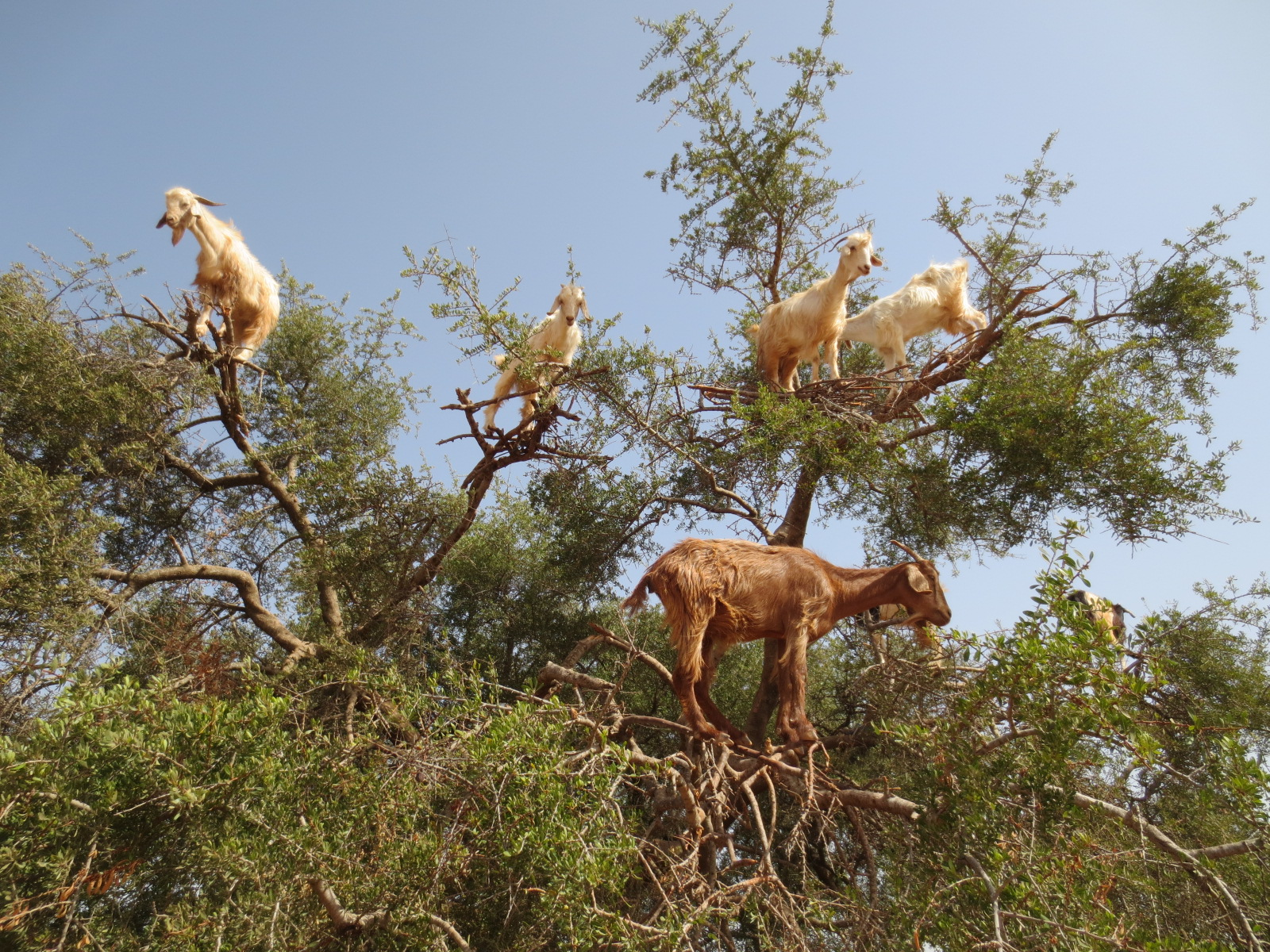
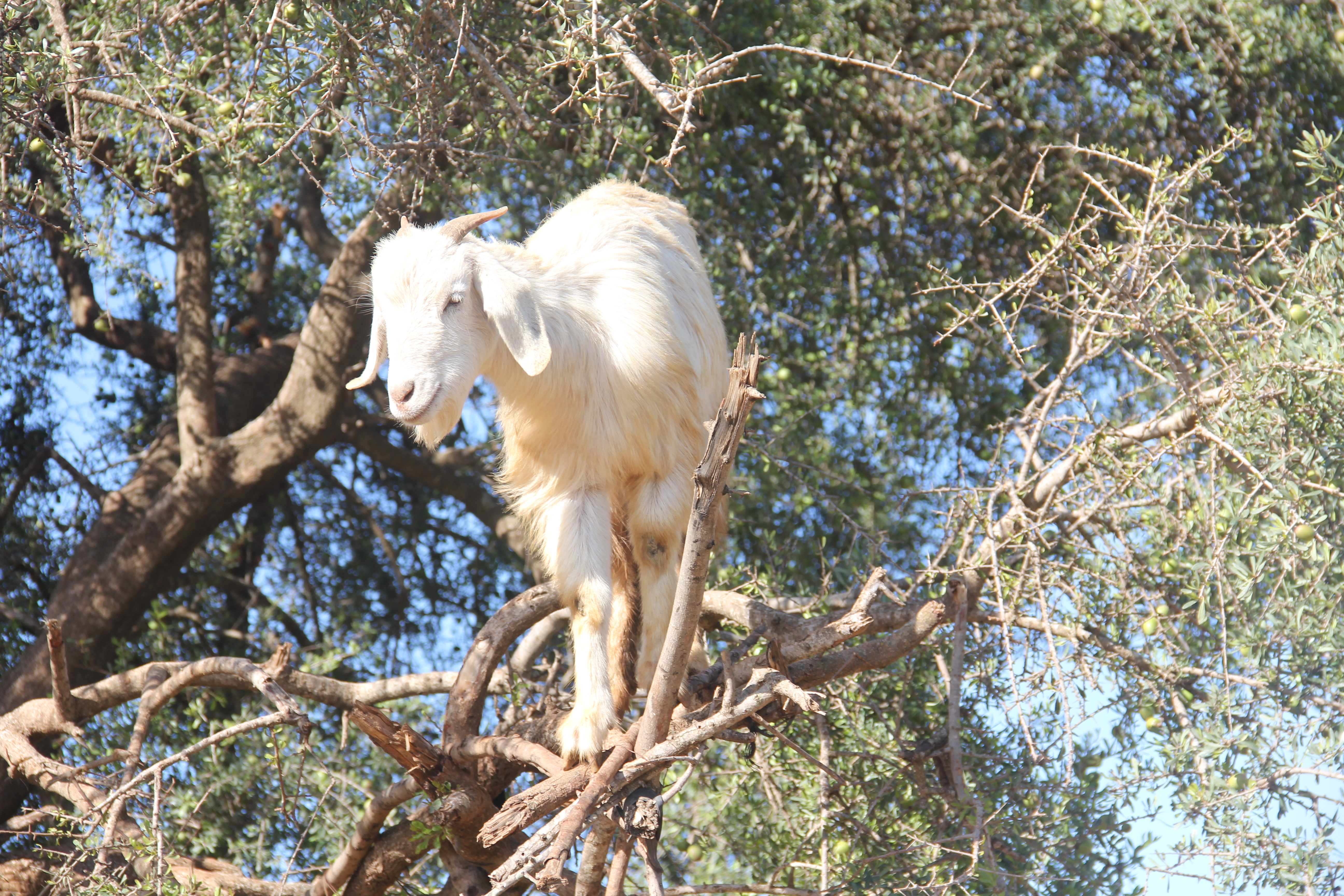
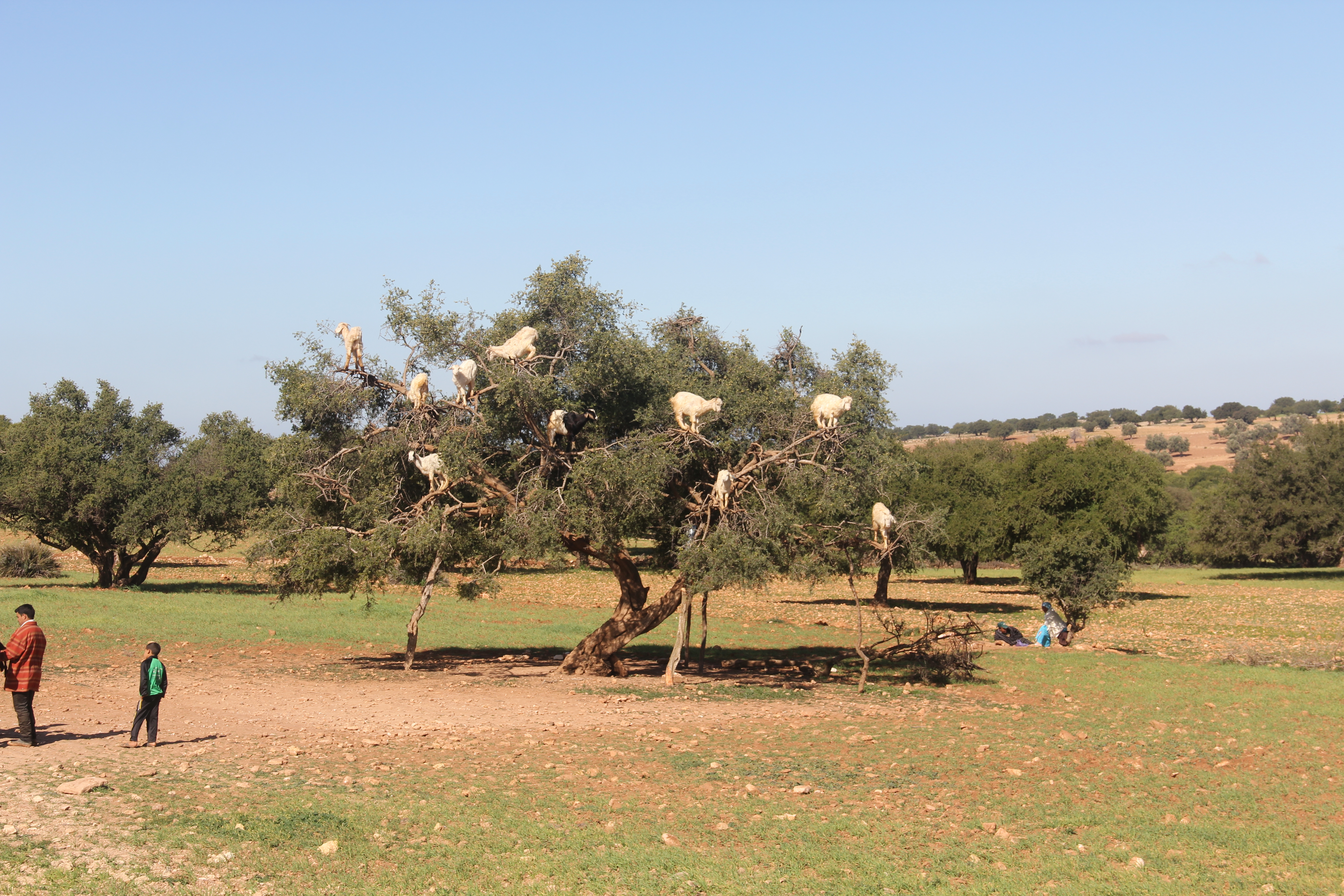